# Ронаи, Франчиск
Ференц Ронаи (иначе — Франчиск Ронаи; венг. Rónay Ferenc; рум. Francisc Rónay; 29 апреля 1900, Арад — 6 апреля 1967, Тыргу-Муреш, Муреш) — румынский футболист венгерского происхождения, выступавший на позиции нападающего. По завершении игровой карьеры стал тренером.

## Биография и клубная карьера
Родился в городе Арад 29 апреля 1900 года. Игровую карьеру в 1912 году в молодёжном составе команды из родного города. Взрослую карьеру начал в 1920 году в клубе «Орадя», где выступал до 1935 года. В дальнейшем играл в ряде малоизвестных коллективов, официально объявив о завершении профессиональной карьеры в 1937 году. 6 апреля 1967 года скончался в городе Тыргу — Муреш в возрасте 66 лет.

## В сборной
Выступал за сборную Румынии в период с 1922 по 1932 годы. 8 июня 1922 года в товарищеском матче в Белграде забил гол в ворота Югославии, ставший дебютным мячом в истории сборной Румынии. Итоговый счет встречи составил 2:1 в пользу гостей. Суммарно провел за национальную команду 8 игр, отметившись 3 голами. Также был вызван в сборную на футбольный турнир, состоявшийся в рамках летних Олимпийских игр 1924 года в Париже, однако не сыграл там ни в одном матче.

## Тренерская карьера
По окончании карьеры игрока начал тренерскую деятельность, возглавляя, в частности, клуб «Орадя» и бухарестский «Рапид». В течение недолгого периода времени в 1947 году тренировал национальную сборную. Дважды в 1953 и 1954 годах возглавлял столичный «Стяуа».